# فسفات منگنز(II)
فسفات منگنز(II)، (به انگلیسی: Manganese(II) phosphate) یک ترکیب معدنی با فرمول شیمیایی Mn3(PO4)2 است. به عنوان یکی از اجزای تشکیل دهنده پوشش‌های تبدیلی فسفات بر پایه منگنز از اهمیت صنعتی زیادی برخوردار است.

## نحوه تشکیل
فسفات منگنز اغلب از طریق فرایند کنارزایی با فسفات آهن ترکیب می شود. در فرآیند کنارزایی، هر کانی بر نحوه متبلور شدن دیگری تأثیر می گذارد. کانی ها در سری های هم شکل ترکیب می شوند، به این معنی که به شکل های مشابه متبلور می شوند و دنباله ای از جامدات را تولید می کنند. برخی از نمونه‌های «سری‌های ایزومورفیک» تشکیل‌شده توسط منگنز و آهن عبارتند از هتروسیت (Fe,Mn)PO4، پورپوریت (Mn,Fe)PO4 و تریپلیت (Mn,Fe)PO4.